# Estela de Vila Boa
A Estela de Vila Boa localiza-se na freguesia de Rego, município de Celorico de Basto, distrito de Braga, em Portugal.
Aqui eram sacrificados animais em consagração Io e a Ares, divindade grega da guerra.
Encontra-se classificada como Imóvel de Interesse Público desde 1977.